# Pallacanestro Interclub 2011-2012
Questa voce raccoglie le informazioni riguardanti la Pallacanestro Interclub Muggia nelle competizioni ufficiali della stagione 2011-2012.

## Stagione
La stagione 2011-2012 è stata la tredicesima che la Pallacanestro Interclub, sponsorizzata Petrol Lavori, ha disputato in Serie A2.

## Verdetti stagionali
- Serie A2: (31 partite)

stagione regolare: 5º posto nel Girone Nord su 16 squadre (15 vinte, 11 perse).
play-off: semifinale persa contro Vigarano (0-2).

## Roster
|    | Naz.                | Ruolo | Sportivo           | Anno | Alt. |  |        |
| -- | ------------------- | ----- | ------------------ | ---- | ---- |  | ------ |
| 4  | Italia (bandiera)   | P     | Marta Meola        | 1994 | 175  |  |        |
| 5  | Italia (bandiera)   | G     | Annalisa Borroni   | 1983 | 183  |  | (cap.) |
| 6  | Italia (bandiera)   | A     | Samantha Cergol    | 1987 | 181  |  |        |
| 7  | Italia (bandiera)   | P     | Elisa Gherbaz      | 1979 | 169  |  |        |
| 8  | Italia (bandiera)   | G     | Lara Cumbat        | 1988 | 177  |  |        |
| 9  | Italia (bandiera)   | P     | Valentina Primossi | 1991 | 171  |  |        |
| 10 | Italia (bandiera)   | G     | Jessica Cergol     | 1985 | 180  |  |        |
| 11 | Italia (bandiera)   | G     | Giulia Fragiacomo  | 1993 | 180  |  |        |
| 12 | Italia (bandiera)   | G     | Lucia Castellan    | 1994 | 170  |  |        |
| 13 | Italia (bandiera)   | P     | Stefania Filippas  | 1994 | 167  |  |        |
| 14 | Italia (bandiera)   | A     | Alice Cossutta     | 1984 | 180  |  |        |
| 15 | Italia (bandiera)   | A     | Alice Palliotto    | 1986 | 180  |  |        |
| 16 | Italia (bandiera)   | GA    | Giulia Moratto     | 1995 | 173  |  |        |
| 18 | Slovenia (bandiera) | C     | Ajda Gabrovsek     | 1984 | 190  |  |        |

## Statistiche

### Statistiche delle giocatrici
| Giocatrice         | Partite | Partite | Min. | Pun | Tiri da 2 | Tiri da 2 | Tiri da 2 | Tiri da 3 | Tiri da 3 | Tiri da 3 | Tiri Liberi | Tiri Liberi | Tiri Liberi | Rimbalzi | Rimbalzi | Rimbalzi | Palle | Palle | Stopp. | Stopp. | Ass | Falli | Falli | Val. |
| Giocatrice         | Pr      | PG      | Min. | Pun | R         | T         | %         | R         | T         | %         | R           | T           | %           | D        | O        | T        | P     | R     | S      | D      | Ass | F     | S     | Val. |
| ------------------ | ------- | ------- | ---- | --- | --------- | --------- | --------- | --------- | --------- | --------- | ----------- | ----------- | ----------- | -------- | -------- | -------- | ----- | ----- | ------ | ------ | --- | ----- | ----- | ---- |
| Annalisa Borroni   | 31      | 31      | 1101 | 543 | 134       | 314       | 43        | 46        | 138       | 33        | 137         | 171         | 80          | 204      | 36       | 240      | 80    | 47    | 9      | 9      | 48  | 73    | 137   | 556  |
| Lucia Castellan    | 5       | 1       | 1    | 0   |           |           |           |           |           |           |             |             |             |          |          |          |       |       |        |        |     |       |       |      |
| Samantha Cergol    | 27      | 27      | 488  | 143 | 54        | 119       | 45        | 0         | 1         | 0         | 35          | 43          | 81          | 74       | 48       | 122      | 34    | 22    | 12     | 1      | 13  | 41    | 54    | 194  |
| Jessica Cergol     | 31      | 31      | 1071 | 431 | 108       | 285       | 38        | 42        | 141       | 30        | 89          | 107         | 83          | 97       | 25       | 122      | 68    | 48    | 7      | 5      | 13  | 73    | 100   | 277  |
| Alice Cossutta     | 13      | 9       | 38   | 4   | 2         | 4         | 50        |           |           |           |             |             |             | 5        | 4        | 9        | 5     |       |        |        | 1   | 2     |       | 5    |
| Lara Cumbat        | 31      | 31      | 677  | 164 | 50        | 113       | 44        | 11        | 69        | 16        | 31          | 45          | 69          | 79       | 51       | 130      | 62    | 41    | 7      | 1      | 28  | 69    | 60    | 151  |
| Stefania Filippas  | 11      | 3       | 3    | 0   |           |           |           |           |           |           |             |             |             |          |          |          |       |       |        |        |     |       |       |      |
| Giulia Fragiacomo  | 23      | 22      | 196  | 48  | 6         | 21        | 29        | 6         | 18        | 33        | 18          | 23          | 78          | 18       | 7        | 25       | 12    | 3     | 1      |        | 4   | 12    | 23    | 46   |
| Ajda Gabrovsek     | 30      | 30      | 639  | 187 | 69        | 162       | 43        |           |           |           | 49          | 94          | 52          | 193      | 84       | 277      | 107   | 32    | 7      | 24     | 17  | 71    | 72    | 286  |
| Marta Meola        | 31      | 31      | 456  | 44  | 6         | 29        | 21        | 2         | 6         | 33        | 26          | 46          | 57          | 38       | 7        | 45       | 58    | 16    | 8      |        | 12  | 42    | 46    | 8    |
| Giulia Moratto     | 15      | 8       | 20   | 2   | 1         | 4         | 25        |           |           |           | 0           | 2           | 0           | 1        |          | 1        | 6     | 1     |        |        |     | 4     | 2     | -9   |
| Alice Palliotto    | 31      | 31      | 788  | 149 | 58        | 123       | 47        | 0         | 2         | 0         | 33          | 55          | 60          | 123      | 60       | 183      | 71    | 25    | 8      | 10     | 10  | 70    | 70    | 209  |
| Valentina Primossi | 31      | 30      | 797  | 149 | 39        | 128       | 30        | 15        | 79        | 19        | 26          | 42          | 62          | 70       | 11       | 81       | 87    | 27    | 12     | 3      | 28  | 41    | 55    | 34   |